# Камп (Бистрица-Насауд)
Камп (рум. Câmp) насеље је у Румунији у округу Бистрица-Насауд у општини Урмениш. Oпштина се налази на надморској висини од 373 m.

## Становништво
Према подацима из 2002. године у насељу је живело 150 становника, од којих су сви румунске националности.